# Maria Baderna
Franca Anna Maria Mattea Baderna, conhecida como Marietta Baderna (Castel San Giovanni, 5 de julho de 1828 – Rio de Janeiro, 3 de janeiro de 1892) foi uma bailarina italiana. Radicada no Brasil em 1849, suas apresentações tornaram-se populares no Rio de Janeiro; seu nome entrou para o vocabulário do português brasileiro como sinônimo de confusão.

## Anos iniciais
Baderna nasceu em 1828 na província de Placência. Desde cedo teve inclinação para a dança, incentivada pelo pai; aos doze anos fez sua estreia nos palcos em Piacenza. Foi aluna do coreógrafo Carlo de Blasi e tornou-se membro do corpo de baile do Teatro Alla Scala de Milão. Marietta era considerada uma das maiores bailarinas da Europa já na adolescência, arrebatando as plateias dos principais teatros da Itália e da Inglaterra.  Em 1847 apresentou-se na Inglaterra, tendo uma temporada de sucesso no Covent Garden.
Voltou para a Itália, mas o clima político obrigou-a a deixar o país. Na época, seu país estava dividido e uma parte sob a dominação da Áustria. Jovem ainda, Maria Baderna chegou a contribuir financeiramente para as conspirações patrióticas e pela unificação; ela e seu pai eram seguidores de Giuseppe Mazzini, líder do movimento republicano, derrotado pelos monarquistas e austríacos após a revolução de 1848.
Com a derrota do movimento revolucionário que varreu a Europa em 1848, a chamada "Primavera dos Povos", e para fugir às represálias, ela e o pai, médico e músico que tinha participado das revoltas, se auto-exilam no Brasil, desembarcando no Rio de Janeiro no começo de agosto de 1849.

## Vida no Brasil

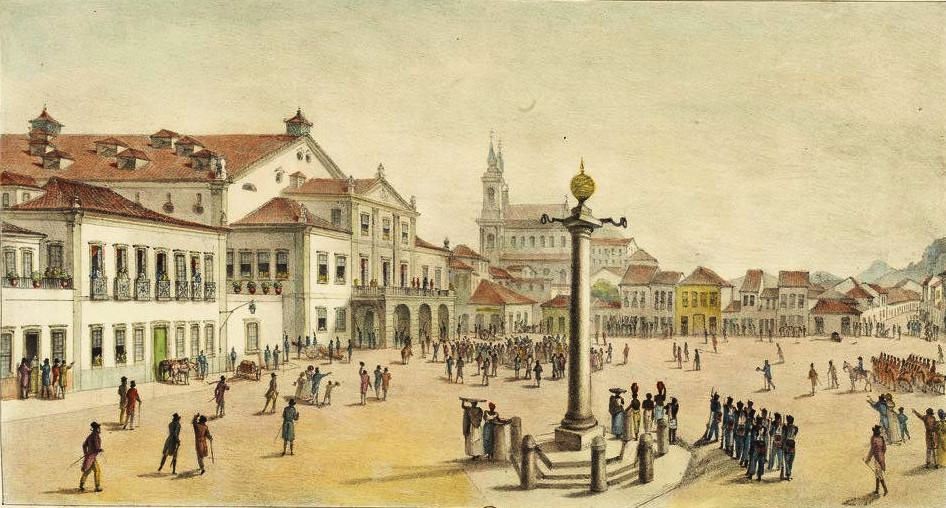
Vista do Teatro Real de São João, atual João Caetano, palco de inúmeros espetáculos de dança de Maria Baderna. Pintura de Jean Baptiste Debret (cerca de 1834).

Baderna desembarcou no Brasil em 1849, aceitando um convite para se apresentar com sua companhia no Teatro São Pedro de Alcântara (atual Teatro João Caetano). Suas apresentações foram incorporando danças afro-brasileiras, como o lundu, a umbigada e a cachucha, e apesar de serem consideradas "escandalosas" para a sociedade escravista brasileira, faziam sucesso, lhe garantindo um grupo de fãs ardorosos. As manifestações exaltadas desses fãs garantiram-lhes o nome de badernistas, e a palavra baderna tornou-se sinônimo de beleza e, mais tarde, de confusão ou tumulto.
Chegava a participar dessas danças ao ar livre, em locais como o Largo da Carioca, com os próprios escravos. Um escândalo para a sociedade escravagista e hipocritamente sexofóbica, como diz seu biógrafo, o jornalista italiano Silvério Corvisieri, que fez uma reconstrução histórica da cidade do Rio de Janeiro e do cotidiano brasileiro de meados do século XIX. Em meio aos ataques, Marietta e os fãs revoltados eram defendidos por figuras como o escritor José de Alencar e o respeitado poeta e editor Francisco de Paula Brito.
Sofria represálias nas óperas, sua a dança era deixada para o final ou então não renovavam o seu contrato. Os jovens, seus fãs radicalizavam; para protestar contra a direção dos teatros, boicotavam os espetáculos, ou faziam a pateada [ato de bater os pés no chão], interrompendo espetáculos no meio e fazendo manifestações ainda mais radicais.
Viúva aos 34 anos, passa um tempo fora dos palcos e em 1862 viaja para a França, apresentando-se no Théatre imperial Châtelet (em Paris) com Les Clowns Du Diable, na opereta Rothomago, o país das fadas, e em o Grand Ballet Des Dentelles e no Grand Théatre de Bordeaux. Ao retornar ao Brasil é contratada para a temporada de 1864-1865 e brilha nos tablados brasileiros até 1871. Aposentada dos palcos, Marietta Baderna ministra aulas de dança para moças no Rio de Janeiro até 1889.
No Rio de Janeiro Baderna constituiu família com o Maestro Gioacchino Giannini (Joaquim Giannini), deixando quatro filhos quando de seu falecimento - Antonio, Henriqueta, Fanny e Mario; foi sepultada no Cemitério de São Francisco Xavier no dia 4 de janeiro de 1892.

## Homenagens
Marietta foi enredo da União da Ilha do Governador para o carnaval de 2025. "BA-DER-NA! Maria do Povo" é o título da homenagem a que a tricolor insulana levou para a Sapucaí.